# Paolo Orlandoni
Paolo Orlandoni (Bolzano, 12 augustus 1972) is een voormalig  profvoetballer uit Italië. De doelman speelde in zijn laatste seizoen voor Internazionale.

## Carrière
Orlandoni begon zijn carrière als profvoetballer in de jeugd van topclub Internazionale, waarna hij speelde voor een aantal clubs uitkomend in de Serie B of Serie C1 (Mantova, AlbinoLeffe, Casarano, Pro Sesto, Ancona, Foggia, Acireale), voordat hij in 1998 vertrok naar Reggina, waar hij zich snel opwierp als eerste keus op doel. Hij was daarom ook mede verantwoordelijk voor de promotie naar de Serie A. Ordeloni verliet Reggina in januari 2000 om op huurbasis te gaan spelen bij Bologna. In september van dat jaar keerde hij terug naar Reggina, maar hij zou nooit meer een duel spelen voor Gli Amaranto. Hij werd verkocht aan Lazio, waar hij tweede doelman was.
Van 2001 tot 2005 speelde Orlandoni voor Piacenza, eerst als tweede keeper, maar in zijn laatste seizoen was hij wel eerste keus onder de lat. In juli 2005 tekende hij een tweejarig contract als derde doelman achter Francesco Toldo en Júlio César bij Internazionale. Hij maakte zijn debuut voor de Nerazzurri op 14 mei 2006 in een competitieduel tegen Cagliari. Zijn contract werd verlengd op 29 mei 2007, 26 mei 2008, 12 mei 2009 en 29 juni 2010. Op 7 december 2010 maakte Orlandoni zijn debuut in de Champions League in een met 3-0 verloren duel tegen Werder Bremen.
Op 29 juni 2011 verlengde hij opnieuw zijn contract.
Sinds 2015 was hij keeperstrainer bij Fenerbahce SK.